# Хамари, Юлия
Юлия Ха́мари (венг. Hamari Júlia, 21 ноября 1942, Будапешт) — венгерская певица (меццо-сопрано и контральто).

## Биография
Юлия Хамари родилась в 1942 году в Будапеште, где была ученицей Фатиме Мартинса и Енё Шипоша. Окончила Музыкальную академию Ференца Листа с дипломом певицы и преподавателя вокала. В 1964 выиграла Международный конкурс вокалистов имени Эркеля в Будапеште. Продолжила обучение в Штутгарте (до 1966). В 1966 дебютировала в баховских Страстях по Матфею, исполненных в Вене под управлением Карла Рихтера. На следующий год состоялся её оперный дебют: она спела Мерседес в опере Кармен на Зальцбургском фестивале (дирижировал Герберт фон Караян).

## Репертуар
Хамари пела в операх и кантатах Пёрселла (Дидона в опере Дидона и Эней), Монтеверди, Перголези (Stabat Mater), Баха (Страсти, кантаты, мессы), Генделя (Корнелия в опере Юлий Цезарь), Глюка (Орфей в опере Орфей и Эвридика), Гайдна (Селия в опере Вознагражденная верность), Сальери (Сначала музыка, потом слова), Моцарта (Дорабелла, Деспина в Так поступают все, Секст в опере Милосердие Тита, Керубино в Свадьбе Фигаро, Реквием), Бетховена (Симфония № 9), Вебера (Фатима в Обероне), Чимарозы (Тайный брак), Беллини (Пуритане, Ромео в Капулетти и Монтекки), Россини (заглавная партия в Золушке, Розина в опере Севильский цирюльник, Изабелла в опере Итальянка в Алжире, Амальтея в Моисей в Египте, Кларисса в Камне претковения), Листа (принцесса Эльзира в Дон Санче), Вагнера (Магдалина в опере Нюрнбергские мейстерзингеры), Бизе (Мерседес, Фраскита в опере Кармен), Масканьи (Лола в Сельской чести), Иоганна Штрауса (князь Орловский в оперетте Летучая мышь), Верди, Брамса (Альтовая рапсодия), Чайковского (Ольга в опере Евгений Онегин), Малера, Хумпердинка (Гензель в опере Гензель и Гретель).

## Творческое сотрудничество
Выступала и записывалась с такими дирижёрами, как Карл Бём, Пьер Булез, Карло Мария Джулини, Герберт фон Караян, Карлос Кляйбер, Рафаэль Кубелик, Карл Мюнхингер, Гельмут Риллинг, Карл Рихтер, Серджиу Челибидаке, Георг Шолти, Петер Шрайер и др.

## Педагогическая деятельность
С 1982 года ведёт мастер-классы в Международной Баховской академии в Штутгарте, на Фестивале Баха в Юджине (США). С 1989 года преподаёт в Штутгартской высшей школе музыки. Её учеником был Патрик Ван Готем.

## Интересные факты
Ария Erbarme Dich из баховских Страстей по Матфею в фильме Тарковского Жертвоприношение звучит в исполнении Юлии Хамари.